# PC Magazine
PC Magazine è una rivista di informatica, pubblicata a partire dal gennaio 1982 negli Stati Uniti e successivamente diffusasi con lo stesso nome in molti paesi nel mondo.

## Stati Uniti
Inizialmente pubblicata con il nome "PC", nel 1986 è stato aggiunto "Magazine" al titolo. A partire dal gennaio 2009 negli Stati Uniti la rivista cartacea ha interrotto le pubblicazioni, per rimanere nel solo formato elettronico online.

## Italia
In Italia la rivista omonima è stata pubblicata a partire dal 1984 dal Gruppo Editoriale Jackson, editore in seguito acquisito dall'europea VNU Business Publications. Conclusi i rapporti di licenza nel 1989 con l'editore statunitense, la rivista ha iniziato a produrre contenuti originali, articoli, recensioni, commenti, allegati, test di laboratorio e software, anche per l'edizione PC Floppy.
Dopo aver mantenuto un'alta tiratura per circa un ventennio (85 000 copie a metà anni 2000), e una posizione dominante nel mercato italiano di settore, in seguito alla ristrutturazione del gruppo VNU Business Publications, dal 2007 la testata è stata ceduta a Hera Edizioni (confluita in Acacia Edizioni) con la forte contrarietà della redazione che non riteneva il nuovo proprietario in grado di garantire un futuro alle testate. Il fallimento di Acacia Edizioni, dichiarato il 20 dicembre 2011 e il mancato rilancio da parte di 1Plus che aveva provvisoriamente acquisito le pubblicazioni durante il fallimento, hanno decretato la chiusura di tutte le riviste dell'editore, tra le quali PC Magazine, Computer Idea, Foto Idea e Linux.